# Naiaszok

John William Waterhouse: A Naiasz 1893.

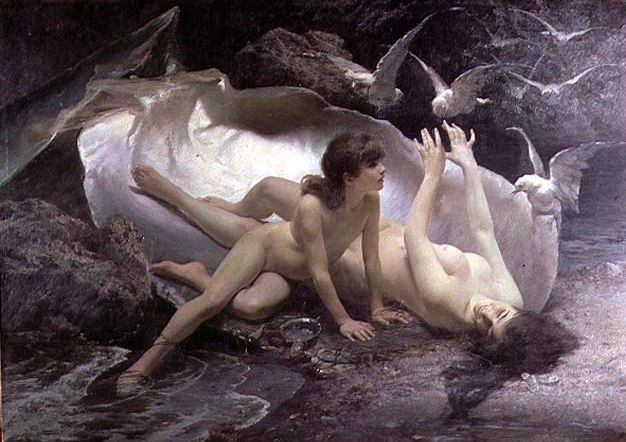
Gioacchino Pagliei: Najádok 1881.

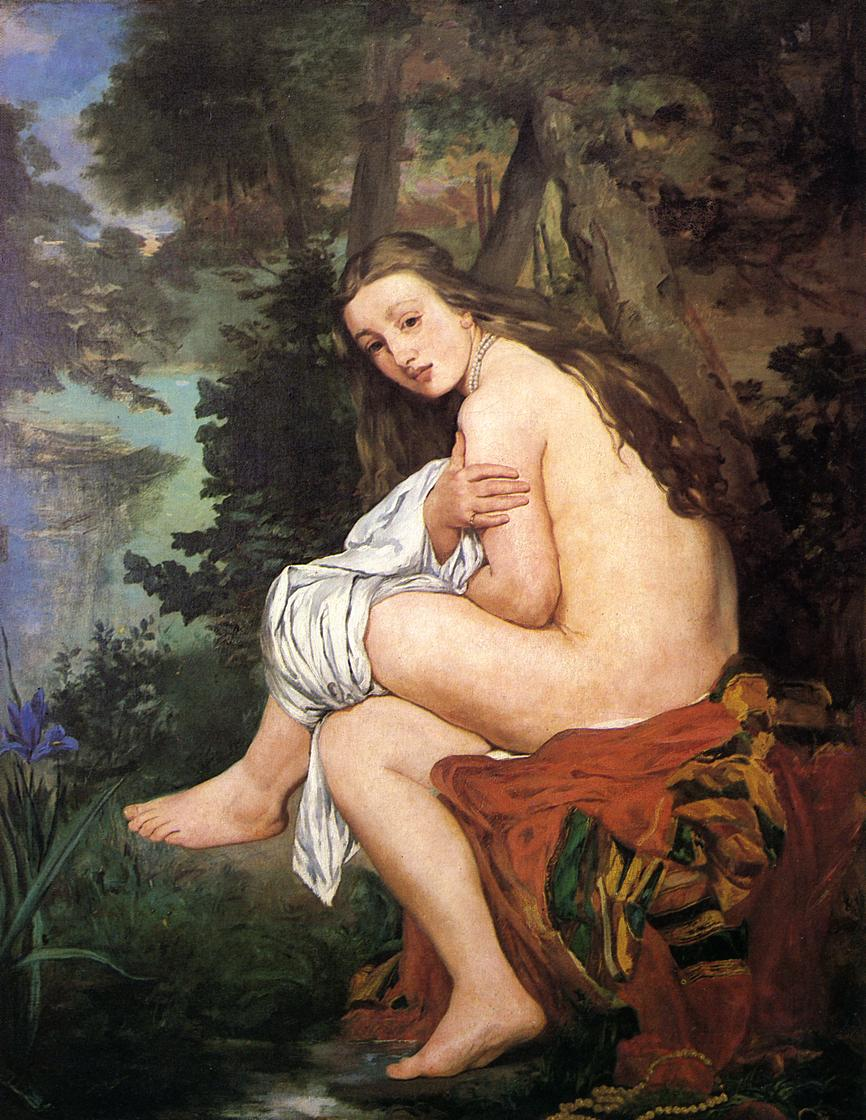
Édouard Manet: A meglepett nimfa

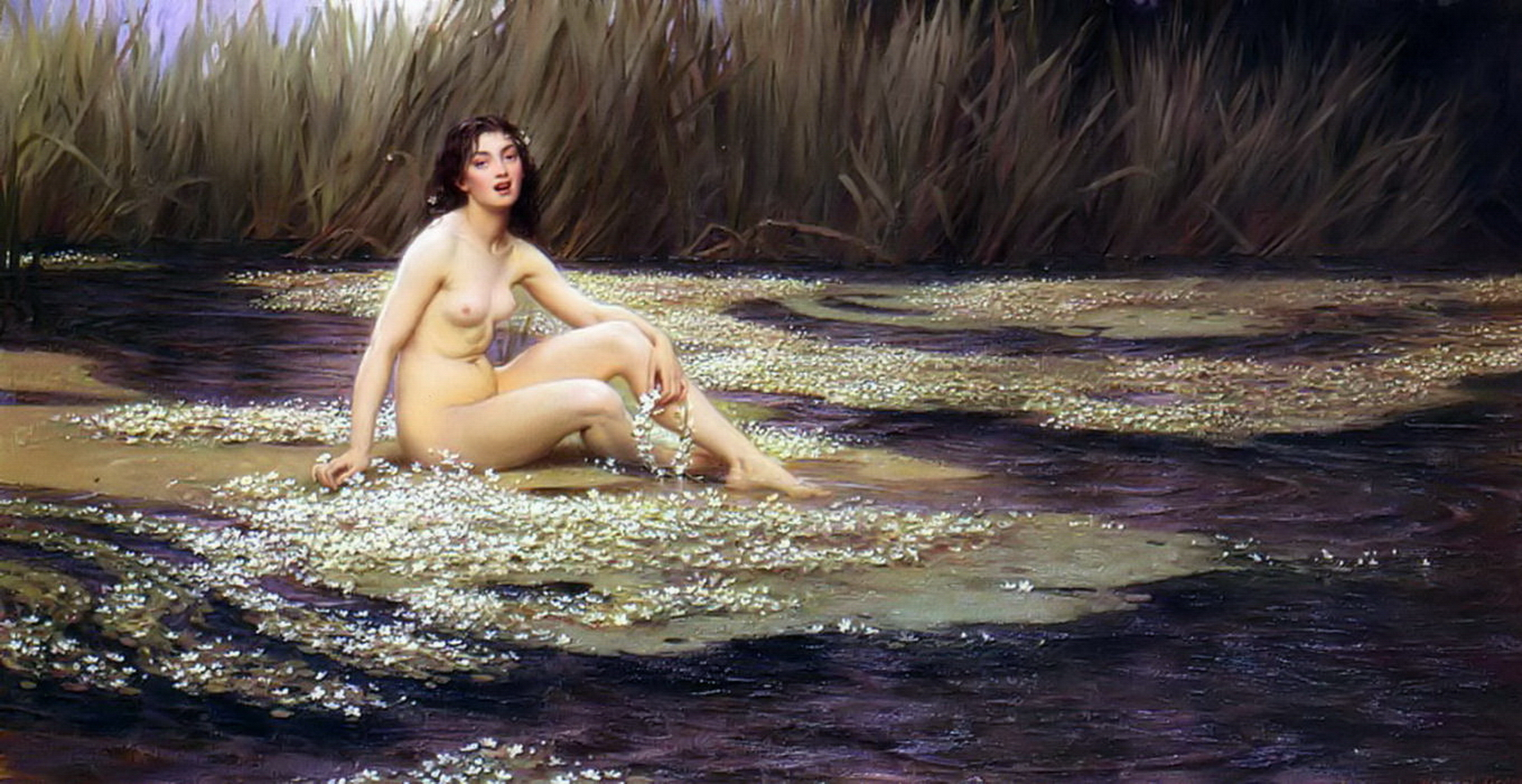
Draper: A vízinimfa

A Naiaszok (najádok, naiádok) (görögül νάειν, áramlás, és νἃμα, folyóvíz) a görög mitológia alakjai, a nimfák azon csoportja, akik a források, kutak, patakok és csermelyek gondozói. Mint vízi istenségek megszemélyesítik a folyókat, és eredendő ősi lelkülettel ruházzák fel a mocsarak, tavak, lagunák csendes vizeit. Ilyen például a pre-mükénei Argolidban Lerné mocsaras tava, ahol Héraklész legyőzte a Hüdrát.
A naiászok a friss vizek megjelenítői, míg az ókeaniszok a sós vizeké és a néreiszek speciálisan a Földközi-tenger nimfái. Megjelenésükben átfedéseket találunk, mivel a görög hitvilág szerint a világ vizei egyetlen nagy rendszert alkotnak, és képesek eredeti helyüket megváltoztatni: az óceánok és tengerek alatt összefolynak és a mély üregekből, egyenesen a Föld kebeléből felfrissülve más forrásokban és patakokban újra felemelkednek. Arethusza, az a nimfa, aki az Alpheios folyó szerelemre lobbant istene elől, Peloponnészosztól Szicíliáig menekült a föld alatt összefolyó vizekben, ahol végül forrássá változott.
A naiaszok oly szorosan kötődnek az általuk gondozott forráshoz, hogy ha a vizet elhagyják és testük megszárad, meghalnak.
Mitológiai szerepüket jól mutatja, hogy „Amikor az Iliaszban (XX. 4–9) Zeusz tanácskozni hívja az isteneket Olümposz-hegyén, nem csupán a jól ismert tizenkét olümposzi isten érkezik, hanem az összes nimfa és az összes folyó is; egyedül Ókeanosz marad a helyén”. Természetesen a görögök is felismerték hogy ez lehetetlenség, a költemény túloz és Zeusz univerzális hatalmát hirdeti az ősi természeti világ felett: „a többi istenség hatalma” – mutat rá Walter Burkert – „korlátozott és csupán egy speciális területre terjed ki, amelytől elválaszthatatlan.”
A naiaszok által gondozott helyek gyakran voltak archaikus kultuszok színhelyei. A serdülőkorba érő fiúk és lányok gyakorta ajánlották fel gyermeki hajtincseiket a forrás nimfájának, akitől jó egészséget, hosszú életet és gyermekáldást kértek. Egyes helyeknek, mint például a Lerna környéki tavaknak mágikus tisztító, és gyógyerőt tulajdonítottak. Rituális állatáldozatokat mutattak be az ősi forrás jóslataiért.
A naiaszok néha veszélyesek: Hülasz királyfi, az Argó egyik hajósa eltűnt, mert a szépségétől elragadtatott naiászok magukkal ragadták a forrás vizébe. A naiászok féltékeny természetűek. Theokritosz történetében Nomia aki féltékeny volt szerelmére, a pásztor Daphniszra, hűtlenségért megvakította.
A naiaszok Zeusz, illetve Ókeanosz lányai voltak és a naiaszok közé számítják Ókeanosz sok unokáját is, mint Aszóposz húsz leánya, de mint általában a kortalan és örökké fiatal ősi teremtmények esetében, származásuk nem mindig egyértelmű. A vízi nimfákat gyakran társítják különleges, Európa szerte ismert helyekhez, forrásokhoz, amelyeknek nincs konkrét kapcsolata Görögországgal. Északnyugat-Európában például számos olyan kelta forrást, patakot találunk, amelyeket ma is szent helyként tisztelnek, illetve fennmaradt a szép Méluzine középkori legendája is.

## A naiaszok típusai
1. Krenaiák (források)
2. Limnadok vagy Limnakidák (tavak, álló vizek)
3. Pegaiák (kutak)
4. Potameidák (folyók, patakok)
5. Eleionomák (mocsarak)

## Naiaszok személynevei
1. Abarbarea
2. Aegle
3. Arethusza
4. Bateia
5. Kallirrhoé
6. Kasztalia
7. Kleokareia
8. Korikian
  1. Korükia
  2. Kleodora
  3. Melaina
9. Kreusza
10. Droszera
11. Ekhenaisz
12. Harpina
13. Lara
14. Léthé
15. Lilaea
16. Melité
17. Nomia
18. Periboea
19. Pitané
20. Praxithéa
21. Szalmakisz
22. Sztüx

## Lásd még
- Szirén
- Méluzine
- Nüx
- Nimfák